# Clase Niterói
La clase Niterói de la Marinha do Brasil consiste de siete fragatas: Niterói (1976), Defensora (1977), Constituição (1978), Liberal (1978), Independência (1979), União (1980) y Brasil (1986).

## Historia
Al inicio de la década de 1970 la Marina de Brasil abrió una competencia internacional para construir una nueva serie de navíos, destinada a sustituir unidades más antiguas, de origen americano, construidas durante la Segunda Guerra Mundial.
Se especificó que los nuevos navíos deberían poseer gran autonomía operacional y ser capaces de mantener velocidades que los habilitaran como escolta de convoyes rápidos y de ser necesario, desarrollar altas velocidades.
La competencia fue ganada por la empresa británica Vosper Thornycroft con el proyecto de la Vosper Mk10, de 3 500 toneladas, concebida como una plataforma multifuncional con cierto énfasis en guerra antisubmarina. Fueron construidas seis unidades, las cuatro primeras en los astilleros de la compañía Vosper y los dos últimos en el Arsenal de Marina de Río de Janeiro (AMRJ).
La autorización para la construcción fue otorgada por el gobierno brasileño en septiembre de 1970, como parte del Programa de Renovación y Ampliación de Medios Flotantes de la Marina. Las nuevas fragatas entraron en servicio entre 1976 y 1980, y pasaron por un extenso programa de modernización iniciado en 1997, llamado ModFrag, realizado en el Arsenal de Marina.

## Vosper Mk 10
Vosper Mk 10 es la designación británica del proyecto de las fragatas clase Niterói de la Marina de Brasil. El astillero británico Vosper Thornycroft, a lo largo de las décadas de 1960 y 1970, proyectó y construyó una serie de corbetas/fragatas. El proyecto MK 10 fue la evolución definitiva y más avanzada de esa línea de unidades navales de combate.

### Evolución del Proyecto
El proyecto inicial, conocido como Mk 1, resultó en una corbeta con 500 t de desplazamiento. Dos unidades fueron construidas para la Marina de Gana entre 1964 y 1965 y otra para Libia en 1966. Posteriormente vino la Mk 3, un poco mayor (660 t), con dos unidades entregadas a la Marina de Nigeria en 1972. En esa misma época la Marina de Irán recibió cuatro unidades de la clase MK 5, conocidas en aquel país como clase Saam (de 1540 t). La evolución del proyecto Mk 5 llevó al desarrollo del proyecto Mk 7, ligeramente más grande que su antecesor (una única unidad solicitada por Libia). Dos unidades Mk 9 fueron proyectadas para la Marina de Nigeria. Lanzadas en 1980 y 1981, estas dos unidades eran más pequeñas (780 t), pero fuertemente armadas.
El mayor éxito comercial de la familia de proyectos de la Vosper fue la clase Tipo 21 o Amazon. Ocho unidades fueron construidas para la Marina Real británica de ellos siete navíos participaron de la guerra de las Malvinas y dos fueron hundidos. El proyecto Mk 10 deriva de las fragatas Tipo 21.

## Características
Encargadas en versiones antisubmarinas y polivalentes, las fragatas de la clase Niterói fueron construidas en Gran Bretaña y Brasil, con dotación de armamento de diversa procedencia, motores alemanes y británicos, y equipos electrónicos holandeses e italianos. Los cuatro buques antisubmarinos son los Niteroi (F-40), Defensora (F-41), Independencia (F-44) y União (F-45), equipados con el sistema lanzamisiles Branik, derivado específicamente para los brasileños del modelo antisubmarino Ikara australiano. Las dos unidades polivalentes son la Constituição (F-42) y la Liberal (F-43), y son similares a los buques anteriores aunque en lugar del sistema Branik, disponían a popa de un segundo cañón Mk 8 de 114 mm y dos pares de lanzadores/contenedores de misiles superficie-superficie MM.38 Exocet, situados entre el puente y la chimenea.
Equipado con un aparato motor que combinaba el motor diésel con la turbina de gas (CODOG), el diseño se consideró muy económico en aspectos de horas-hombre de mantenimiento cuando se comparaba con buques anteriores de su tamaño. Por otro lado, llevaba instalado un sistema de procesamiento de datos tácticos CAAIS para permitir operaciones coordinadas con otros buques de la Armada brasileña, como el portaviones Minas Gerais.
En 1981 se encargó al Arsenal de Marina de Río de Janeiro la fragata Brasil (U-27), última de la clase Niterói, para su empleo como buque escuela para las academias de marinos de guerra y mercantes. Iba dotada de un armamento antiaéreo ligero y un hangar a popa para dos helicópteros Westland Lynx.
Después de varios años de servicio, el armamento y los sistemas electrónicos de los Niterói fueron actualizados, gracias a un contrato firmado con la compañía Alenia. También fueron objeto de sustitución los misiles Seacat por lanzadores de los mucho más potentes misiles Aspide.

## Lista de fragatas de la Clase Niteroi de la Marina de Brasil
- F Niterói (F-40)
- F Defensora (F-41)
- F Constituição (F-42)
- F Liberal (F-43)
- F Independência (F-44)
- F União (F-45)
- NE Brasil (U-27)